# Russ Hamilton (Pokerspieler)
Russ Hamilton (* 1948 in Detroit, Michigan) ist ein ehemaliger professioneller US-amerikanischer Pokerspieler. Er gewann 1994 die Poker-Weltmeisterschaft.

## Persönliches
Hamilton zog 1984 wegen des angeblich besseren Wetters von Detroit nach Las Vegas. In Detroit arbeitete er zuvor als Buchmacher. In Las Vegas betrieb er zunächst ein Geschäft für Alarmanlagen. Nebenbei war er ein erfolgreicher Zocker beim Wetten auf Basketballergebnisse. Später widmete er sich auch dem Pokerspiel. Hamilton ist ein respektabler Amateur-Golfspieler. Er spielte meist um hohe Summen gegen andere vermögende Amateure.

## Pokerkarriere
Hamilton gewann im Mai 1994 das Main Event der World Series of Poker (WSOP) in Las Vegas. Dafür erhielt er eine Million US-Dollar sowie ein Bracelet. Da es die 25. Auflage der WSOP war, durfte er sein Gewicht versilbern lassen und bekam einen Bonus von 26.000 US-Dollar. Nach diesem Erfolg diente er dem Pokerportal UltimateBet als Berater und war an der Rekrutierung prominenter Pokerspieler, wie z. B. Phil Hellmuth, beteiligt. Mitte Juli 2005 belegte Hamilton beim WSOP-Main-Event den mit knapp 150.000 US-Dollar dotierten 59. Platz. Seine bis dato letzte Geldplatzierung erzielte er im Januar 2006 beim Main Event des PokerStars Caribbean Adventures auf den Bahamas.
Insgesamt hat sich Hamilton mit Poker bei Live-Turnieren mehr als 1,5 Millionen US-Dollar erspielt. Am 29. September 2008 gab die Kahnawake Gaming Commission bekannt, sie habe klare und überzeugende Beweise gefunden, die darauf hindeuten, dass der Amerikaner etwa zwischen Mai 2004 und Januar 2008 sowohl Hauptverantwortlicher als auch -nutznießer diverser gravierender Betrugsvorfälle bei UltimateBet war.